# Понтряжка
Понтря́жка (рос. Понтряжка) — селище у складі Гур'євського округу Кемеровської області, Росія.
Стара назва — Пантряжка.

## Населення
Населення — 39 осіб (2010; 66 у 2002).
Національний склад (станом на 2002 рік):
- росіяни — 71 %